# Zařízení pro zajištění cizinců
Zařízení pro zajištění cizinců (ZZC) je termín, který český Zákon o pobytu cizinců na území České republiky č. 326/1999 Sb. zavádí jako označení sběrných internačních táborů; v § 18 pro ně zavádí legislativní zkratku „zařízení“, provozování těchto zařízení upravuje § 130 a násl. Média používají pro tato zařízení též například názvy uprchlický tábor, záchytné zařízení pro cizince, zadržovací zařízení pro migranty atd.
Podle českého zákona tato zařízení provozuje ministerstvo vnitra prostřednictvím jím zřízené organizační složky státu. Touto složkou je Správa uprchlických zařízení ministerstva vnitra. Zařízení pro zajištění cizinců provozuje v Bělé pod Bezdězem (ZZC Bělá-Jezová, od roku 2006), Vyšních Lhotách (od roku 2015) a v Balkové (od roku 2016).
Kromě tohoto typu zařízení provozuje SUZ ještě dvě přijímací střediska (v Praze-Ruzyni a v Zastávce) a dvě pobytová střediska (v Kostelci nad Orlicí a Havířově). Integrační azylová střediska se nacházejí v Jaroměři, Předlicích a Brně. Ve 14 městech jsou centra na podporu integrace cizinců.
Zařízení pro zajištění cizinců se dle zákona dělí na část s mírným režimem zajištění a část s přísným režimem zajištění. Část s mírným režimem může být dále rozdělena na další části, do kterých je bez souhlasu provozovatele a bez doprovodu provozovatele nebo policie vstup cizincům zakázán. Zákon stanoví vybavení těchto částí zařízení a ubytovacích místností a práva zadržených.  
Rozhodnutí o zajištění cizince se zpravidla vykonává v tomto zařízení. Policie neprodleně po nabytí právní moci rozhodnutí o zajištění dopraví zajištěného cizince do zařízení určeného provozovatelem. 